# Півострів Єлістратова
61°41′50″ пн. ш. 163°02′51″ сх. д. / 61.697222222222° пн. ш. 163.0475° сх. д.
Півострів Єлістратова (рос. полуостров Елистратова) — півострів на західному березі Пенжинської губи Охотського моря; територія Пенжинського району Камчатського краю Російської Федерації. Названий 1915 року Гідрографічною експедицією Східного океану на честь геодезиста Єлістратова, який у 1787 році проводив опис Камчатського побережжя і затоки Шеліхова.
Зі сходу обмежує мілинну затоку (глибини до 4 м), з материком з'єднаний низьким перешийком. Півострів високий, його східна частина підіймається до 400 м. З півдня півострова розташовані острови Третій (61°34′21.79″ пн. ш. 162°34′56.82″ сх. д. / 61.5727194° пн. ш. 162.5824500° сх. д.) і Крайній (61°27′23.33″ пн. ш. 163°0′36.25″ сх. д. / 61.4564806° пн. ш. 163.0100694° сх. д.).